# Popis austro-ugarskih bojnih brodova
Austro-ugarska ratna mornarica (kaiserliche und königliche Kriegsmarine ili kraće k.u.k. Kriegsmarine) izgradila je seriju bojnih brodova između ranih 1900-ih i 1917. godine. Radi obrane svoje jadranske obale u ratnom vremenu Austro-Ugarska je prethodno bila izgradila seriju manjih oklopnjača uključujući obalne oklopnjače i oklopne krstarice. Postavljanje admirala Hermanna von Spauna na mjesto državnoga tajnika za ratnu mornaricu 1897. godine ubrzalo je izgradnju ratne mornarice, a pod zapovjedništvom Franje Josipa I. Austrijskog k.u.k. Kriegsmarine započeo je program ekspanzije ratne mornarice na početku 20. stoljeća. Ratna mornarica odmah je potaknula izgradnju triju bojnih brodova klase Habsburg nakon čega su slijedila tri klase Erzherzog Karl od kojih su svi bili predreadnoughti.
Prošlo je nekoliko godina prije nego što su izgrađeni bojni brodovi klase Radetzky. To su bili posljednji bojni brodovi tipa pre-dreadnoughta izgrađeni za Austrougarsku ratnu mornaricu i ubrzo su ih naslijedili bojni brodovi klase Tegetthoff izgrađeni u idućim trima godinama. To je bila jedina državna klasa dreadnoughta.:str 67, 69 Nedugo prije početka Prvoga svjetskog rata ratna mornarica započela je raspravljati o izgradnji druge klase dreadnoughta nazvane Ersatz Monarch radi zamjene starih Monarcha. Planovi su otkazani 1917. godine i nijedan bojni brod poslije toga nije izgrađen. Sveukupno gledajući, u razdoblju od 13 godina Austrougarska ratna mornarica proizvela je 13 bojnih brodova.:str. 123, 181–182
Svi brodovi služili su u Prvom svjetskom ratu, no usmjeravanje ugljena, čije su nestašice bile česte, novijim klasama Tegetthoffu i Radetzkom ograničila je uporabu preostalih bojnih brodova. Nakon poraza Austro-Ugarske u Prvom svjetskom ratu Carevina se raspala, a svi bojni brodovi prepušteni su Francuskoj, Velikoj Britaniji, Sjedinjenim Državama i Italiji.

## Ključ
| Glavni topovi       | broj i tip topova glavne bitnice                                          |
| Deplasman           | deplasman broda pri punoj borbenoj spremnosti                             |
| Pogon               | broj vijaka (vratila), tip pogonskoga sustava i najveća postignuta brzina |
| Služba              | datumi o početku i svršetku gradnje te konačna sudbina broda              |
| Polaganje kobilice  | datum početka sastavljanja kobilice                                       |
| Porinuće            | datum porinuća broda                                                      |
| Stavljanje u službu | datum stavljanja broda u službu                                           |

## KlasaHabsburg
Bojni brodovi klase Habsburg bili su prva klasa bojnih brodova tipa pre-dreadnoughta koje je izgradila Austro-Ugarska između 1899. i 1902. godine. Izgradnja bojnih brodova klase Habsburg označila je početak mornaričkog ekspanzivnog programa Austrougarske ratne mornarice. Klasa Habsburg bila je također prva klasa bojnih brodova koju je Austrougarska ratna mornarica izgradila 24 godina poslije izgradnje broda Tegetthoffa 1876. godine.:str. 272 Klasu su sačinjavala tri broda: Habsburg, Árpád i Babenberg.:str. 91
Pripadnici klase Habsburg gradili su se u brodogradilištima Stabilimenta Tecnica Triestina u Trstu. Vodeći brod klase, Habsburg, bio je porinut 9. rujna 1900. godine.:str. 333 Árpád je slijedio godinu poslije s porinućem 11. rujna 1901. godine. Posljednji brod klase bio je Babenberg porinut 4. listopada 1902. godine.:str. 272 Prva dva broda Habsburg i Árpád bila su modernizirana 1910. odnosno 1911. godine:str. 91 ili 1911. i 1912. godine:str. 21 pri čemu im je jedna paluba nadgrađa uklonjena.:str. 91:str. 21 Pri izbijanju Prvoga svjetskog rata u kasnom srpnju 1914. godine Habsburg je služio kao zastavni brod III. divizije bojnih brodova austrougarske flote pod zapovjedništvom kapetana Miklósa Horthyja zajedno s dvama bratskim brodovima.:str. 560 Poslije su prebačeni u IV. diviziju nakon što su novi bojni brodovi klase Tegetthoff stavljeni u službu. Sva tri broda ograničeno su rabljena tijekom Prvoga svjetskog rata kao pripadnici IV. divizije austrougarske flote. Iako su Babenberg i Árpád sudjelovali u bombardiranju talijanskoga lučkog grada Ancone 1915. godine, klasa je većinom bila neaktivna u ostatku rata služeći kao obalne oklopnjače.:str. 330 Sva tri su bila povučena iz službe 1916. godine radi omogućivanja njihovim posadama služenje u austrougarskim zračnim snagama i austrougarskim U-bootovima.:str. 91 Poslije svršetka Prvoga svjetskog rata svi bojni brodovi klase Habsburg prepušteni su Velikoj Britaniji. Zatim su prodani Italiji i izrezani 1921. godine.:str. 330
| Brod          | Glavni topovi               | Deplasman                        | Pogon                                                                                       | Služba                              | Služba                                       | Služba                              | Služba                           |
| Brod          | Glavni topovi               | Deplasman                        | Pogon                                                                                       | Polaganje kobilice                  | Porinuće                                     | Stavljanje u službu                 | Sudbina                          |
| ------------- | --------------------------- | -------------------------------- | ------------------------------------------------------------------------------------------- | ----------------------------------- | -------------------------------------------- | ----------------------------------- | -------------------------------- |
| SMS Habsburg  | 3 × 24 cm:str. 272:str. 151 | 8232 t (8102 dugih tona):str. 91 | dva cilindra, okomiti trostruki ekspanzijski parni strojevi, 19,62 čv (36,34 km/h):str. 272 | 13. ožujka 1899.:str. 333:str. 21   | 9. rujna 1900.:str. 333:str. 151:str. 21     | 31. prosinca 1902.:str. 333:str. 21 | izrezan 1921. u Italiji:str. 330 |
| SMS Árpád     | 3 × 24 cm:str. 272:str. 151 | 8232 t (8102 dugih tona):str. 91 | dva cilindra, okomiti trostruki ekspanzijski parni strojevi, 19,65 čv (36,39 km/h):str. 272 | 10. lipnja 1899.:str. 272:str. 21   | 11. rujna 1901.:str. 272:str. 151:str. 21    | 15. lipnja 1903.:str. 272:str. 21   | izrezan 1921. u Italiji:str. 330 |
| SMS Babenberg | 3 × 24 cm:str. 272:str. 151 | 8232 t (8102 dugih tona):str. 91 | dva cilindra, okomiti trostruki ekspanzijski parni strojevi, 19,85 kn (36,76 km/h):str. 272 | 19. siječnja 1901.:str. 272:str. 21 | 4. listopada 1902.:str. 272:str. 151:str. 21 | 15. travnja 1904.:str. 272:str. 21  | izrezan 1921. u Italiji:str. 330 |

## KlasaErzherzog Karl
Klasa Erzherzog Karl bila je druga klasa bojnih brodova tipa predreadnoughta koju je izgradila Austrougarska ratna mornarica. Poput pripadnika prethodne klase Habsburg svi su bojni brodovi klase Erzherzog Karl bili izgrađeni u brodogradilištima Stabilimenta Tecnica Triestina u Trstu. Kobilica prvoga bojnog brod Erzherzoga Karla položena je 1902. godine. Izgradnja preostalih dvaju bojnih brodova Erzherzoga Ferdinanda Maxa i Erzherzoga Friedricha nastavljena je sve do 1905. godine.:str. 123 Erzherzog Karl stavljen je u službu 1906. godine dok su Erzherzog Ferdinand Max i Erzherzog Friedrich stavljeni u službu 1907. godine.:str. 123 Tri bojna broda klase Erzherzog Karl bila su smatrana modernima po svojoj maloj veličini. Maleni prostor navoza i proračunska ograničenja rezultirala su klasom koja je bila prilično kompaktna. Bili su dobro dizajnirani i prikladno zaštićeni.:str. 123
Unatoč ovim prednostima bojni brodovi klase Erzherzog Karl bili su inferiorni modernijim bojnim brodovima tipa dreadnought s njihovim naoružanjem od "svih velikih topova" i turbinskim pogonom. Zbog svoje zastarjele naravi odigrali su samo ograničenu ulogu tijekom Prvoga svjetskog rata.:str. 123 Na početku Prvoga svjetskog rata pripadnici klase Erzherzog Karl tvorili su III. diviziju austrougarske bojne flote. Unatoč svojim većinom neaktivnim karijerama u ratu bojni brodovi klase Erzherzog Karl sudjelovali su u bijegu SMS Göbena i SMS Breslaua tijekom početnih dana rata, te u bombardiranju Ancone 23. svibnja 1915. godine.:str. 123 Brodovi su također sudjelovali u svladavanju velike pobune među članovima posade na nekoliko oklopnih krstarica stacioniranih u Kotoru 1. – 3. veljače 1918. godine.:str. 170–171 Nakon poraza Austro-Ugarske u Prvome svjetskom ratu Erzherzog Karl i Erzherzog Friedrich prepušteni su kao ratne raparacije Francuskoj. Preostali bojni brod Erzherzog Ferdinand Max predan je Velikoj Britaniji. Erzherzog Karl nasukan je kod Bizertea i izrezan ondje 1921. godine. Preostala dva bojna broda izrezana su 1921. godine u Italiji.:str. 23
| Brod                        | Glavni topovi               | Deplasman                             | Pogon                                                                                        | Služba                      | Služba                               | Služba                      | Služba                                            |
| Brod                        | Glavni topovi               | Deplasman                             | Pogon                                                                                        | Polaganje Kobilice          | Porinuće                             | Stavljanje u službu         | Sudbina                                           |
| --------------------------- | --------------------------- | ------------------------------------- | -------------------------------------------------------------------------------------------- | --------------------------- | ------------------------------------ | --------------------------- | ------------------------------------------------- |
| SMS Erzherzog Karl          | 4 × 24 cm:str. 151:str. 123 | 10 472 t (10 307 dugih tona):str. 123 | četiri cilindra, okomiti trostruki ekspanzijski parni strojevi, 20,5 čv (38,0 km/h):str. 123 | 24. srpnja 1902.:str. 123   | 4. listopada 1903.:str. 151:str. 123 | 17. lipnja 1906.:str. 123   | nasukan kod Bizertea, izrezan ondje 1921.:str. 23 |
| SMS Erzherzog Friedrich     | 4 × 24 cm:str. 151:str. 123 | 10 472 t (10 307 dugih tona):str. 123 | četiri cilindra, okomiti trostruki ekspanzijski parni strojevi, 20,5 čv (38,0 km/h):str. 123 | 4. listopada 1902.:str. 123 | 30. travnja 1904.:str. 151:str. 123  | 31. siječnja 1907.:str. 123 | izrezan 1921.:str. 123                            |
| SMS Erzherzog Ferdinand Max | 4 × 24 cm:str. 151:str. 123 | 10 472 t (10 307 dugih tona):str. 123 | četiri cilindra, okomiti trostruki ekspanzijski parni strojevi, 20,5 čv (38,0 km/h):str. 123 | 9. ožujka 1904.:str. 123    | 21. svibnja 1905.:str. 151:str. 123  | 21. prosinca 1907.:str. 123 | izrezan 1921.:str. 123                            |

## KlasaRadetzky
Bojni brodovi klase Radetzky bili su treća i posljednja grupa bojnih brodova tipa predreadnoughta koju je izgradila Austro-Ugarska.:str. 14 Klasu su sačinjavala tri bojna broda: Radetzky, Erzherzog Franz Ferdinand i Zrínyi, a svi su bili izgrađeni u brodogradilištu Stabilimenta Tecnica Triestina u Trstu između 1907. i 1910. godine.:str. 332 Njihovi teški sekundarni topovi činili su glavnu razliku između bojnih brodova klase Radetzky i ostalih bojnih brodova tipa predreadnoughta Austrougarske ratne mornarice.:str. 332
Sva tri bojna broda klase Radetzky stavljena su u službu samo nekoliko godina prije početka Prvoga svjetskog rata. Prije rata sva su tri broda pridružena 2. diviziji 1. bojne eskadre zajedno s bojnim brodovima klase Tegetthoff u 1. diviziji. Sva tri bojna broda provodila su vježbe u Sredozemnom moru od 1910. do 1911. godine.:str. 332 Godine 1913. sudjelovali su u međunarodnoj pomorskoj demonstraciji u Jonskome moru kada se prosvjedovalo protiv Balkanskih ratova.:str. 84 Tijekom Prvoga svjetskog rata brodovi su imali vrlo ograničenu karijeru u službi pri čemu su jedva napuštali luke. U listopadu 1914. godine tri su broda ipak bombardirala francuske položaje na brdu Lovćenu tijekom austrougarske invazije na Crnu Goru.:str. 14 Nakon što je Italija objavila rat Austro-Ugarskoj 1915. godine bojni brodovi klase Radetzky sudjelovali su u bombardiranju talijanskoga grada Ancone. Nakon ovih operacija doprinosi triju bojnih brodova u ratnoj potpori postali su minimalni. Ostali su u luci sve do kraja rata. Nakon poraza Austro-Ugarske u Prvome svjetskom ratu sva tri bojna broda prepuštena su Italiji i nakon toga su izrezana između 1920. i 1926. godine.:str. 332
| Brod                          | Glavni topovi                 | Deplasman                             | Pogon                                                                                          | Služba                       | Služba                              | Služba                       | Služba                                   |
| Brod                          | Glavni topovi                 | Deplasman                             | Pogon                                                                                          | Polaganje kobilice           | Porinuće                            | Stavljanje u službu          | Sudbina                                  |
| ----------------------------- | ----------------------------- | ------------------------------------- | ---------------------------------------------------------------------------------------------- | ---------------------------- | ----------------------------------- | ---------------------------- | ---------------------------------------- |
| SMS Erzherzog Franz Ferdinand | 4 × 30,5 cm:str. 151:str. 332 | 14 508 t (14 279 dugih tona):str. 332 | četverocilindarski okomiti trostruki ekspanzijski parni strojevi, 20,5 čv (38,0 km/h):str. 332 | 12. rujna 1907.:str. 332     | 8. rujna 1908.:str. 151:str. 332    | 5. lipnja 1910.:str. 332     | izrezan 1926. u Italiji:str. 332         |
| SMS Radetzky                  | 4 × 30,5 cm:str. 151:str. 332 | 14 508 t (14 279 dugih tona):str. 332 | četverocilindarski okomiti trostruki ekspanzijski parni strojevi, 20,5 čv (38,0 km/h):str. 332 | 26. studenoga 1907.:str. 332 | 3. srpnja 1909.:str. 151:str. 332   | 15. siječnja 1911.:str. 332  | izrezan 1920. – 1921. u Italiji:str. 332 |
| SMS Zrínyi                    | 4 × 30,5 cm:str. 151:str. 332 | 14 508 t (14 279 dugih tona):str. 332 | četverocilindarski okomiti trostruki ekspanzijski parni strojevi, 20,5 čv (38,0 km/h):str. 332 | 15. studenoga 1908.:str. 332 | 12. travnja 1910.:str. 151:str. 332 | 22. studenoga 1911.:str. 332 | izrezan 1920. – 1921. u Italiji:str. 332 |

## KlasaTegetthoff
Bojni brodovi klase Tegetthoff bili su prva i jedina grupa bojnih brodova tipa dreadnought koju je izgradila Austro-Ugarska. Austrougarska ratna mornarica trebala je osuvremeniti svoju flotu nakon izgradnje HMS Dreadnoughta. Nakon objave iz 1908. godine o početku gradnje prvog dreadnoughta za Regiju Marinu (Talijansku kraljevsku ratnu mornaricu) Dantea Alighierija, Austrougarska ratna mornarica službeno je naručila izgradnju serije od četiriju bojnih brodova tipa dreadnought.:str. 334 Za razliku od prethodnih klasa Austrougarske ratne mornarice klasa Tegetthoff bila je sastavljena od četiriju bojnih brodova umjesto tri. Bili su to Viribus Unitis, Tegetthoff, Prinz Eugen i Szent István.:str. 334 Prva tri bojna broda bila su izgrađena u brodogradilištu Stabilimentu Tecnicu Triestinu u Trstu dok je četvrti bojni brod Szent István izgrađen u brodogradilištu Danubiusu u Rijeci. Svi bojni brodovi bili su izgrađeni između 1910. i 1915. godine.:str. 334>
Dva bojna broda klase Tegetthoff stavljena su u službu manje od dvije godine prije početka Prvoga svjetskog rata, dok je Prinz Eugen stavljen u službu isti mjesec kad je ubijen nadvojvoda Franjo Ferdinand. Posljednji bojni brod klase, Szent István, stavljen je u službu tijekom rata u studenome 1915. godine.:str. 334 Prije rata bojni su brodovi u službi pridruženi 1. diviziji bojnih brodova 1. bojne eskadre Austrougarske ratne mornarice. Tijekom rata brodovi su ograničeno služili zbog Otrantske baraže koja je priječila bojnim brodovima napuštanje Jadranskoga mora. Posljedica toga bilo je njihovo rijetko napuštanje Pule.:str. 334 No, tri bojna broda sudjelovala su u bijegu njemačkih bojnih brodova SMS Göbena i SMS Breslaua 1914. godine, te u bombardiranju talijanskoga grada Ancone u svibnju 1915. godine (Szent István još se gradio). Nakon ovih operacija i dovršetka Szent Istvána bojni brodovi klase Tegetthoff ostali su u luci tijekom ostatka rata.:str. 54
Posljednja operacija brodova klase Tegetthoff bio je pokušaj proboja kroz Otrantsku baražu u lipnju 1918. godine. Tijekom putovanja do Otrantskih vrata bojni brod Szent István bio je torpediran i potopljen 10. lipnja 1918. što je rezultiralo otkazivanjem operacije.:str. 127-131:str. 161 Viribus Unitis je također potpoljen 1. studenoga 1918. prije kraja rata kada je tim talijanskih ronilaca potopio minama bojni brod dok je stajao usidren u pulskoj luci.:str. 332 Poslije poraza Austro-Ugarske u Prvome svjetskom ratu preostala dva bojna broda u klasi prepuštena su Antanti; Tegetthoff je bio predan Italiji i poslije izrezan 1924. godine, a Prinz Eugen je bio predan Francuskoj koja ga je potopila kao brod za gađanje 1922. godine.:str. 334
| Brod               | Glavni topovi                   | Deplasman                             | Pogon                                                                    | Služba                      | Služba                                | Služba                      | Služba                                                                                   |
| Brod               | Glavni topovi                   | Deplasman                             | Pogon                                                                    | Polaganje kobilice          | Porinuće                              | Stavljen u službu           | Sudbina                                                                                  |
| ------------------ | ------------------------------- | ------------------------------------- | ------------------------------------------------------------------------ | --------------------------- | ------------------------------------- | --------------------------- | ---------------------------------------------------------------------------------------- |
| SMS Viribus Unitis | 12 × 30,48 cm:str. 151:str. 133 | 20 008 t (19 692 dugih tona):str. 133 | dvije AEG-Curtisove parne turbine, 20 čv (37 km/h):str. 150-151:str. 334 | 24. srpnja 1910.:str. 334   | 24. lipnja 1911.:str. 151:str. 334    | 5. prosinca 1912.:str. 334  | potopljen priljepnom minom 1. studenoga 1918. u Puli:str. 332                            |
| SMS Tegetthoff     | 12 × 30,48 cm:str. 151:str. 133 | 20 008 t (19 692 dugih tona):str. 133 | dvije AEG-Curtisove parne turbine, 20 čv (37 km/h):str. 150-151:str. 334 | 24. rujna 1910.:str. 334    | 21. ožujka 1912.:str. 151:str. 334    | 14. srpnja 1913.:str. 334   | izrezan 1924. u Italiji:str. 334                                                         |
| SMS Prinz Eugen    | 12 × 30,48 cm:str. 151:str. 133 | 20 008 t (19 692 dugih tona):str. 133 | dvije AEG-Curtisove parne turbine, 20 čv (37 km/h):str. 150-151:str. 334 | 16. siječnja 1912.:str. 334 | 30. studenoga 1912.:str. 151:str. 334 | 8. srpnja 1914.:str. 334    | potopljen kao brod meta u Francuskoj 1922.:str. 334                                      |
| SMS Szent István   | 12 × 30,48 cm:str. 151:str. 133 | 20 008 t (19 692 dugih tona):str. 133 | dvije AEG-Curtisove parne turbine, 20 čv (37 km/h):str. 150-151:str. 334 | 29. siječnja 1912.:str. 116 | 17. siječnja 1914.:str. 151:str. 116  | 13. prosinca 1915.:str. 116 | potopljen 10. lipnja 1918. torpedom s talijanske torpedne brodice:str. 127, 131:str. 161 |

## KlasaErsatz Monarch
Klasa Ersatz Monarch (doslovce klasa Zamjena Monarcha) bila je projektirana serija četiriju bojnih brodova koji su trebali biti izgrađeni za Austrougarsku ratnu mornaricu 1914. – 1919. godine.:svezak 8, str. 854 Bili su bitno povećana verzija klase Tegetthoff i trebali su zamijeniti zastarjele obalne oklopnjače klase Monarch. Zbog Prvoga svjetskog rata kobilica nijednoga broda nije bila položena, a naposljetku su svi otkazani u kasnoj 1917. godini. Namjeravalo se izgraditi četiri bojna broda u klasi (nazvanih "bojni brod VIII" do "bojni brod XI"). Budući da kobilice bojnih brodova nikad nisu položene, četiri glavna topa koja su u međuvremenu izgrađena prebačena su Austrougarskoj vojsci za uporabu na talijanskom frontu.:str. 26
| Brod            | Glavni topovi      | Deplasman                            | Pogon                                                            | Služba             | Služba   | Služba              | Služba                 |
| Brod            | Glavni topovi      | Deplasman                            | Pogon                                                            | Polaganje kobilice | Porinuće | Stavljanje u službu | Sudbina                |
| --------------- | ------------------ | ------------------------------------ | ---------------------------------------------------------------- | ------------------ | -------- | ------------------- | ---------------------- |
| bojni brod VIII | 10 × 36 cm:str. 71 | 24 500 t (24 100 dugih tona):str. 71 | parne turbine s četirima vratilima, 21,0 čv (38,9 km/h):str. 174 | —                  | —        | —                   | otkazan 1917.:str. 174 |
| bojni brod IX   | 10 × 36 cm:str. 71 | 24 500 t (24 100 dugih tona):str. 71 | parne turbine s četirima vratilima, 21,0 čv (38,9 km/h):str. 174 | —                  | —        | —                   | otkazan 1917.:str. 174 |
| bojni brod X    | 10 × 36 cm:str. 71 | 24 500 t (24 100 dugih tona):str. 71 | parne turbine s četirima vratilima, 21,0 čv (38,9 km/h):str. 174 | —                  | —        | —                   | otkazan 1917.:str. 174 |
| bojni brod XI   | 10 × 36 cm:str. 71 | 24 500 t (24 100 dugih tona):str. 71 | parne turbine s četirima vratilima, 21,0 čv (38,9 km/h):str. 174 | —                  | —        | —                   | otkazan 1917.:str. 174 |